# Nagy magánhangzócsúszás

A nagy magánhangzócsúszás kronológiája

A nagy magánhangzócsúszás (angolul: Great Vowel Shift) az angol nyelv fejlődésének fontos eseménye volt. Körülbelül a 14.-15. században zajlott, és nagyrészt ehhez köthető, hogy a középangol nyelvből kialakult a korai modern angol, ami a mai modern angol közvetlen előzménye.

## A magánhangzócsúszás
A középangol időszakban az angol nyelvet többé-kevésbé úgy ejtették, ahogyan le volt írva. A nagy magánhangzócsúszás idején az egyes magánhangzók ejtése változott, a helyesírás nem sokkal később lezajló sztenderdizációja idején azonban még erős volt a középangol hatás, ezért tér el a mai angol helyesírása jelentős mértékben a kiejtéstől.
A magánhangzócsúszást elsőként a dán Otto Jesperson tanulmányozta a 19. század végén, 20. század elején. A jelenség pontos okai nem ismertek.

## Fordítás
Ez a szócikk részben vagy egészben  a   Great_Vowel_Shift című angol Wikipédia-szócikk fordításán alapul.  Az eredeti cikk szerkesztőit annak laptörténete sorolja fel. Ez a jelzés csupán a megfogalmazás eredetét és a szerzői jogokat jelzi, nem szolgál a cikkben szereplő információk forrásmegjelöléseként.